# Leucodonta nivea
Leucodonta nivea är en fjärilsart som beskrevs av Matsumura 1925. Leucodonta nivea ingår i släktet Leucodonta och familjen tandspinnare. Inga underarter finns listade i Catalogue of Life.